# Тулупьев, Александр Львович
Александр Львович Тулупьев (род. 25 января 1970) — российский учёный, работающий в сфере математики и информатики, доктор физико-математических наук, профессор, один из создателей теории алгебраических байесовских сетей. Основные работы относятся к вероятностным графическим моделям и науке о данных. Профессор кафедры информатики математико-механического факультета Санкт-Петербургского государственного университета. Главный научный сотрудник лаборатории теоретических и междисциплинарных проблем информатики Санкт-Петербургского института информатики и автоматизации РАН. Советник проректора по научной работе Санкт-Петербургского государственного университета.

## Биография
После окончания средней школы в 1987 г. поступил на математико-механический факультет Ленинградского государственного университета имени А.А Жданова (с 1991 г. — Санкт-Петербургский государственный университет), который закончил в 1992 г. с дипломом с отличием по специальности «прикладная математика», специализировался по кафедре математического обеспечения ЭВМ (в настоящее время — кафедра информатики).
Александр Львович Тулупьев в 1992 г. одновременно поступил в аспирантуру  Санкт-Петербургского института информатики и автоматизации РАН и на факультет социологии СПбГУ. Факультет социологии СПбГУ закончил в 1997 г. с дипломом с отличием по специальностям «социолог, социолог-экономист, преподаватель социологии по специальности “социология”», специализировался по кафедре культурантропологии и этносоциологии.
Закончил аспирантуру СПИИРАН в 1995 г. Будучи аспирантом, занимался представлениями баз знаний с неопределенностью и принимал участие в разработке новой теории алгебраических байесовских сетей.  и защитил в июне 1996 г. диссертацию «Алгебраические байесовские сети для представления и обработки знаний с неопределенностью» на соискание ученой степени кандидата физико-математических наук (научный руководитель — доктор технических наук, профессор В.И. Городецкий). В декабре 1996 г. присвоена ученая степень — кандидат физико-математических наук.
С сентября 2002 года по декабрь 2003 года работал в Йельском университете в Нью-Хейвене, США. С февраля по май 2011 г. работал там же в качестве приглашенного профессора.
Защитил в ноябре 2009 г. диссертацию «Алгебраические байесовские сети: логико-вероятностная графическая модель баз фрагментов знаний с неопределённостью» на соискание ученой степени доктора физико-математических наук. В феврале 2010 г. присвоена ученая степень — доктор физико-математических наук.
С апреля 1992 г. по настоящее время (август 2020 года) работает в СПИИРАН, занимал позиции аспиранта, младшего научного сотрудника, научного сотрудника, старшего научного сотрудника, ведущего научного сотрудника, заведующего лабораторией; с апреля 2019 г. работает в должности главного научного сотрудника лаборатории теоретических и междисциплинарных проблем информатики.
С апреля 1997 г. по август 2000 г. занимал должности старшего преподавателя и доцента в Институте повышения квалификации преподавателей РГПУ им. А.И. Герцена.
С 2010 г. работает профессором кафедры информатики математико-механического факультета СПбГУ.
С апреля 2019 г. занимает должность советника проректора по научной работе Санкт-Петербургского государственного университета.
Женат; имеет взрослую дочь.

## Научный вклад
Сферой научных интересов А. Л. Тулупьева являются представление и обработка данных и знаний с неопределенностью, Data Science, Information Science, применение методов математики и информатики в социокультурных исследованиях, вероятностные графические модели, байесовские сети и родственные модели, применение методов биостатистики и математического моделирования в эпидемиологии.
Участвовал в создании и активно развивает теорию алгебраических байесовских сетей. Алгебраические байесовские сети являются вероятностной графической моделью и обладают важным преимуществом по сравнению с другими представителями этого класса —- возможностью работать с неполной и/или неточной информацией, а также нечисловой информацией, такой как экспертные оценки на естественном языке. Для этого в теории АБС применяются интервальные оценки вероятностей истинности элементов. Также занимался приложением последних эпизодов к рискованному поведению и анализом защищенности пользователей информационных систем от атак социальной инженерии.
А. Л. Тулупьев является автором более 500 научных публикаций, в том числе 2-х авторских монографий. Имеет 20 публикаций в изданиях, размещенных на платформе цитирования Scopus, 14 публикаций — на платформе цитирования Web of Science, 265 публикаций —- на платформе РИНЦ, из них 132 входят в ядро РИНЦ; Индекс Хирша (по РИНЦ) — 23.
А. Л. Тулупьев — член редколлегии журналов «Нечеткие системы и мягкие вычисления», «Вестник ТверьГУ. Сер.: Прикладная математика». Член ученого совета СПИИРАН. Член рабочей группы по подготовке федеральных профстандартов «Научный сотрудник» и «Руководитель научной организации». Член научной комиссии факультета психологии СПбГУ, эксперт РАН и РФФИ. Заместитель председателя диссертационного совета Д.002.199.01 (при СПИИРАН). Основал в СПИИРАН и руководит научной школой «Информатика и междисциплинарные исследования».
Выступал в роли руководителя в 9 проектах РФФИ.

## Избранная библиография
- Tulupyev A. L., Nikolenko S. I. Directed cycles in Bayesian belief networks: probabilistic semantics and consistency checking complexity //Mexican International Conference on Artificial Intelligence. – Springer, Berlin, Heidelberg, 2005. – pp. 214–223.
- Tulupyev A. L., Sirotkin A. V., Zolotin A. A. Matrix equations for normalizing factors in local a posteriori inference of truth estimates in algebraic Bayesian networks //Vestnik St. Petersburg University: Mathematics. – 2015. – Vol. 48. – №. 3. – pp. 168–174.
- Тулупьев А. Л. Алгебраические байесовские сети: логико-вероятностная графическая модель баз фрагментов знаний с неопределенностью. // Наук по спец.  2009.  Т. 5. 670 с.
- Тулупьев А. Л., Столяров Д. М., Ментюков М. В. Представление локальной и глобальной структуры алгебраической байесовской сети в Java-приложениях //Труды СПИИРАН. – 2007. – №. 5. – С. 71-99.
- Тулупьев А. Л., Николенко С. И., Сироткин А. В. Байесовские сети: логико-вероятностный подход. // СПб.: Наука, 2006. 607 с.
- Тулупьев А. Л., Сироткин А. В., Николенко С.И. Байесовские сети доверия: логико-вероятностный вывод в ациклических направленных графах.// СПб: СПбГУ, 2009. 400 с.
- Tulupyev A., Suvorova A., Sousa J.,  Zelterman D. Beta prime regression with application to risky behavior frequency screening //Statistics in medicine. – 2013. – Vol. 32. – №. 23. – pp. 4044–4056.
- Тулупьев А. Л., Николенко С. И., Сироткин А. В. Основы теории байесовских сетей //СПб.: СПбГУ. – 2019.